# Naoum Babaïev
Pour les articles homonymes, voir Babaïev.
Naoum Alexandrovitch Babaïev (en russe : Наум Александрович Бабаев, IPA : n′um ɐlʲɪk′sandrɐvitɕ bɐ′baʲef) est un entrepreneur russe, fondateur de la société laitière russe Rusmolco, acteur majeur dans la production de lait cru. Il est également cofondateur et copropriétaire du groupe DAMATÉ, société de distribution agricole dans l'aviculture, l'élevage laitier et la transformation du lait. 

## Famille et formation
Naoum Babaïev est né à Kislovodsk, dans le Kraï de Stavropol, le 17 mars 1977. Ses parents se nommaient Rosa Mikhailovna et Alexandre Naoumovitch Babaïev. 
Après avoir terminé ses études secondaires en 1994, Naoum entre à la Financial Academy et obtient son diplôme en 1999. En tant qu'étudiant de premier cycle, il débute en tant qu'analyste financier chez Tcherkizovski, une grande usine de transformation de la viande en Russie, qui a ensuite été réorganisée en " JSC Group Cherkizovo", le plus grand producteur de produits carnés de Russie.

## Carrière professionnelle
En 2000, Babaïev prend la tête de la division de la production de volaille du complexe agro-industriel de la société et la dirige jusqu’en 2005, jusqu'à la formation du groupe Cherkizovo. Naoum est nommé directeur de la stratégie et du développement de la société. 
Selon le quotidien russe Vedomosti, ses réalisations à cette fonction ont été pleinement reconnues lors de l'introduction en bourse de Cherkizovo en 2006,. 
Début 2007, Babaïev  démissionne pour monter ses propres projets. La déclaration officielle de Cherkizovo confirme sa contribution au groupe.
Rusmolco est créée en octobre 2007, lorsque Babaïev lance deux méga exploitations laitières dans l’oblast de Penza à environ 700 km au sud-est de Moscou,. En 2011, Rusmolco est devenu un important producteur régional de lait cru, doublant la productivité laitière moyenne en Russie, selon les données du ministère de l'Agriculture de la fédération de Russie. 
Le Moscow Times déclare que "Babaïev a réussi à appliquer les meilleures pratiques étrangères dans des fermes russes". 
Début 2012, Rusmolco entame une coopération stratégique avec la société singapourienne Olam International, une entreprise agroalimentaire de premier plan, opérant dans 70 pays. OLAM investit 75 millions de dollars dans la transaction, récupérant ainsi 75% des actifs de Rusmolco. Les partenaires annoncent leur intention de créer une grande entreprise laitière dotée d'un capital d'investissement de 400 millions de dollars. Cet investissement est qualifié dans les médias de "sans précédent" pour l'agriculture russe. En 2012, selon une estimation de l'Institut des études de marché agricoles, Rusmolco se serait hissée au quatrième rang des cinq plus grands producteurs de lait cru de la fédération de Russie. 
En 2011, peu après la transaction avec Olam International, Babaïev entreprend de consolider les actifs restants, notamment l’usine de production de dinde, le complexe laitier de Penza, une installation de production de veau et de lait dans les régions de Penza et de Tyumen, et 25 000 hectares de terres agricoles.  Cette action aboutit au lancement du holding agro-industriel Damaté Group. 
La priorité de développement est mise sur la production de viande de dinde. À l'époque, la dinde n'est pas populaire auprès des Russes, la consommation moyenne par habitant oscille entre 0,8-1,0 kg, avec une production totale d'à peine 120-150 000 tonnes par an,. À la fin de 2016, Damaté devient la plus grande entreprise de production de dinde en Russie,. Selon les données d'Agrifood Strategies, la société a produit en 2016 60 800 tonnes de dindon en poids carcasse. La direction de Damaté est également soutenue par Rosptitsesoyuz, l'Union russe des producteurs de volaille. 
Selon Vedomosti, "en l'espace de dix ans, l'entrepreneur Naoum Babaïev a fait un profond bond dans sa carrière, passant du responsable d'une grande entreprise agro-alimentaire au propriétaire du plus grand producteur de dinde de Russie". À la fin de 2016, Damaté figure parmi les 25 plus grands producteurs de viande du pays. 
En 2012, Babaïev acquiert l’usine de produits laitiers Penzensky (MOLCOM), le plus grand transformateur de lait de la région de Penza, avec une fromagerie située dans la ville de Belinsky. 
À la fin de 2013, Damaté, en partenariat avec le groupe alimentaire Danone, lance une chaîne de production très importante de lait de qualité supérieure dans la région de Tioumen, en Sibérie occidentale,. Au début de 2017, Tyumen livre ses premières tonnes de lait aux sites de production de Danone,. 
Babaïev possède Damaté au même titre que le PDG de la holding, Rashid Khairov. Ils s'étaient rencontrés en 1998, bien avant le lancement de Damaté. Selon Vedomosti, dans leur partenariat actuel, Babaïev met en œuvre la gestion stratégique de la société, tandis que Khairov est responsable de la gestion quotidienne. 

## Vie privée
Naoum Babaïev est marié à Anna, qui est photographe ; la famille compte trois enfants : Alexandre (2006), Mikhail (2009) et Elizaveta (2013). 